# 100 років Національному академічному українському драматичному театру імені Марії Заньковецької (монета)
«100 ро́ків Націона́льному академі́чному украї́нському драмати́чному теа́тру і́мені Марі́ї Занькове́цької» — ювілейна монета номіналом 5 гривень, випущена Національним банком України, присвячена театру, створеному в 1917 році у Києві за підтримки Центральної Ради як Український національний театр, що об'єднав акторів різних театральних труп. Перший державний театр України гастролював за фінансової підтримки уряду. Вистави йшли в театрах Києва, Чернігова, Полтави, Житомира, Катеринослава. До складу трупи входили провідні українські митці: М. Заньковецька, В. Любарт, О. Полянська, Г. Маринич, Б. Романицький, а також талановита молодь. Становлення українського театру відбувалося на фоні складних соціально-політичних подій, постійної зміни урядів, що позначилося на його розвитку, ставало причиною реорганізацій, зміни назв (Державний народний театр, Український народний театр, Народний театр) та місць перебування (з 1931 року театр працював у Запоріжжі, а з осені 1944 року і дотепер — у Львові).
Монету введено в обіг 24 жовтня 2017 року. Вона належить до серії «Інші монети».

## Опис монети та характеристики
| Номінал грн. | Метал      | Маса, г | Діаметр, мм | Якість виготовлення       | Гурт     | Тираж, штук |
| ------------ | ---------- | ------- | ----------- | ------------------------- | -------- | ----------- |
| 5            | нейзильбер | 16,54   | 35,0        | спеціальний анциркулейтед | рифлений | 35 000      |

### Аверс
На аверсі монети розміщено: угорі на тлі театральної куліси — малий Державний Герб України, під яким написи: «УКРАЇНА» та рік карбування монети «2017» (ліворуч); у центрі на дзеркальному тлі — будівля театру, під якою написи: «НАЦІОНАЛЬНИЙ АКАДЕМІЧНИЙ УКРАЇНСЬКИЙ ДРАМАТИЧНИЙ/ ТЕАТР/ ІМЕНІ/ МАРІЇ ЗАНЬКОВЕЦЬКОЇ» та номінал «П'ЯТЬ ГРИВЕНЬ» (унизу півколом); праворуч — логотип Банкнотно-монетного двору Національного банку України.

### Реверс
На реверсі монети в обрамленні театральної куліси розміщено портрет Марії Заньковецької, ліворуч від якої написи: «100 РОКІВ» та назви міст і роки початку роботи в них: «КИЇВ/ 1917/ ЗАПОРІЖЖЯ/ 1931/ Львів/1944/ ПЕРШИЙ НАЦІОНАЛЬНИЙ/ УКРАЇНСЬКИЙ»; на театральній сцені дзеркальний напис — "ТЕАТ"Р та внизу «ІМЕНІ/ МАРІЇ ЗАНЬКОВЕЦЬКОЇ».

## Автори

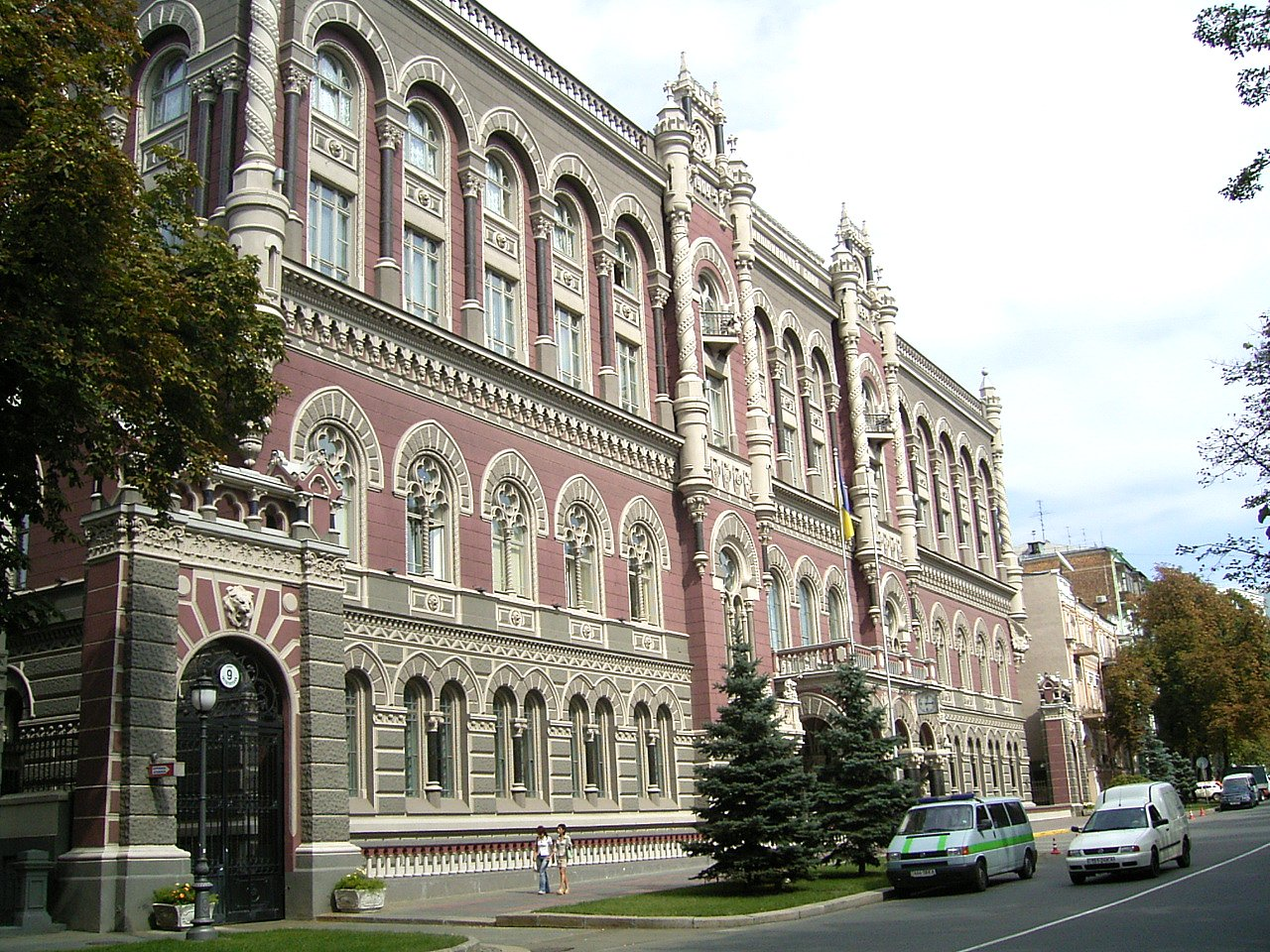
Будівля Національного банку України

- Художник — Іваненко Святослав.
- Скульптор — Іваненко Святослав.

## Вартість монети
Під час введення монети в обіг 2017 року, Національний банк України реалізовував монету через свої філії за ціною 43 гривні.
Фактична приблизна вартість монети, з роками змінювалася так:
| Рік        | 2018 | 2019 | 2020 | 2021 | 2022 | 2023 | 2024 | 2025 |
| ---------- | ---- | ---- | ---- | ---- | ---- | ---- | ---- | ---- |
| Ціна, грн. | 55   | 55   | 55   | 55   | 55   | 80   | 120  | 155  |